# Sikający
Sikający (cz. Čůrání, Čůrající postavy lub Čurající fontána) – rzeźba Davida Černego z 2004, zlokalizowana w Pradze przy ul. Cihelní 2b, obok muzeum Franza Kafki (Malá Strana).
Rzeźba przedstawia dwóch mężczyzn (po 210 cm wzrostu), stojących naprzeciw siebie i oddających mocz do basenu w kształcie Czech. Biodra i penisy mężczyzn są ruchome, a strumień wody może być kierowany przez osoby oglądające za pomocą SMS-ów.
Autor pomnika zamierzał w niecodzienny sposób uczcić wejście Czech do Unii Europejskiej. Według Černego oddawanie moczu jest czynnością przyjemną, a podobnie było także z wejściem Czech do Unii Europejskiej – była to czynność miła i przyjemna dla narodu. Według Mariusza Szczygła powstanie obiektu jest jednym z dowodów na pełne dystansu podejście Czechów do własnej historii i symboli narodowych.
Według interpretacji części odbiorców, ma on ukazywać stosunek polityków do kraju.
Pomnik, z uwagi na kontrowersyjną formę, spotkał się z różnym odbiorem społecznym. Był m.in. przedmiotem ataku niewielkiego pochodu skinów. Narządy płciowe postaci są od czasu do czasu uszkadzane. Pozytywne reakcje polegają natomiast na piciu wody bezpośrednio z penisów.

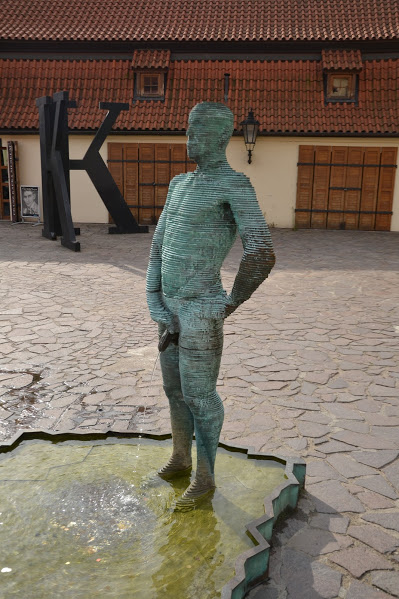
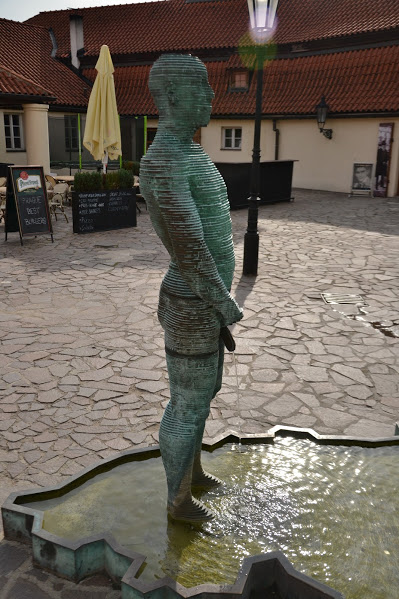